# 河杉貴志
河杉 貴志（かわすぎ たかゆき、1979年5月20日 - ）は、日本の男性声優。81プロデュース所属。山口県出身。

## 人物
声種はテノール。
声優としてはテレビアニメ、外画の吹き替えを中心に活躍している。
趣味・特技は書道、アカペラコーラス。

## 出演

### テレビアニメ
2002年
- .hack//SIGN（呪杖使い）

2005年
- ガンパレード・オーケストラ（佐藤尚也）
- まじかるカナン（鈴原剛）
- マシュマロ通信（男子）

2006年
- きらりん☆レボリューション（風真南雲、ふーさん）
- D.Gray-man（サッカー少年A）
- MAJOR 2nd season,3rd season（2006年 - 2007年、国分篤）

2007年
- 怪物王女（男子生徒C）
- 結界師（潜助）

### ゲーム
- ガンパレード・オーケストラ（2006年、佐藤尚也）
- メルヘヴン カルデアの悪魔（2006年、フォルト）

### 吹き替え

#### 映画
- ヴィジット（タイラー〈エド・オクセンボールド〉）
- ハリー・ポッターと不死鳥の騎士団
- ライラにお手あげ

#### テレビドラマ
- セイディmyダイアリー（レイン）
- ライフ with デレク（エドウィン）

#### アニメ
- アトミック・ベティ（ノア）
- イン・ヤン・ヨー!（デイブ）
- きかんしゃトーマス（ウィフ、ケビン、いたずら貨車、スキフ、子供、男の子）※テレビ東京、NHK版
  - きかんしゃトーマス 伝説の英雄（ケビン）
  - きかんしゃトーマス ミスティアイランド レスキュー大作戦!!（ウィフ、ケビン）
  - きかんしゃトーマス ディーゼル10の逆襲（ケビン）
  - きかんしゃトーマス ブルーマウンテンの謎（ケビン）
  - きかんしゃトーマス キング・オブ・ザ・レイルウェイ トーマスと失われた王冠（ケビン）
  - きかんしゃトーマス 勇者とソドー島の怪物（ケビン）
  - きかんしゃトーマス 探せ!!謎の海賊船と失われた宝物（ケビン、スキフ）
  - きかんしゃトーマス 走れ!世界のなかまたち（ケビン）
  - きかんしゃトーマス とびだせ!友情の大冒険（ケビン）
- 少女チャングムの夢（チソン）

### テレビ番組
- あの歌がきこえる